# Viroflay
Viroflay (wym. [viɾɔflɛj]) – miejscowość i gmina we Francji, w regionie Île-de-France, w departamencie Yvelines.
Według danych na rok 1990 gminę zamieszkiwało 14 689 osób, a gęstość zaludnienia wynosiła 4209 osób/km² (wśród 1287 gmin regionu Île-de-France Viroflay plasuje się na 193. miejscu pod względem liczby ludności, natomiast pod względem powierzchni na miejscu 786.).